# 布雷頓伍茲 (新澤西州)
布雷頓伍茲（英語：Breton Woods）是位於美國新澤西州海洋縣的非建制地區。

## 歷史
布雷頓伍茲的郵局於1937年設立，其後於1960年停運。

## 地理
布雷頓伍茲所處的海拔為高於海平面4米（即13英呎），而該地所採用的時區為UTC-5，即北美东部时区（EST）。同時該地設有夏令時間，為UTC-5調快一小時，即UTC-4（EDT）。